# Favourite Worst Nightmare
Favourite Worst Nightmare (de l'anglès, "Pitjor malson preferit") és el segon àlbum d'estudi del grup britànic Arctic Monkeys. Va ser llançat per primer cop al Japó el 18 d'abril de 2007 i gravat als Miloco Studios amb productors com ara James Ford i Mike Crossey.A la seva primera setmana, l'àlbum va vendre més de 200.000 còpies, emulant el que va passar amb l'àlbum del grup, Whatever People Say I Am, That's What I'm Not.
«Brianstorm», publicat el 16 d'abril del 2007, és el primer senzill de l'àlbum. El cantant, guitarrista i lletrista del grup Alex Turner va descriure les noves cançons com a "molt diferents comparades amb l'última vegada”, agregant que el so d'alguns temes és "una mica com «From the Ritz to the Rubble», «The View from the Afternoon», i aquest tipus de coses."

## Rendiment comercial
Favourite Worst Nightmare va arribar al número 1 a la UK Albums Chart el 29 d'abril de 2007. A més, els 12 temes de l'àlbum van entrar al Top 200 del UK Singles Chart, arribant «Brianstorm» al número 7 i «If You Were There, Beware» al número 189. «Fluorescent Adolescent» i «505» van entrar al Top 75, aconseguint les posicions 60 i 74 respectivament. El 27 d'abril tenien un total de 18 temes al Top 200.

## Senzills
- «Brianstorm» (2 d'abril del 2007, Domino Records) (#2)
- «Matador» (18 de juny del 2007, Domino Records)
- «Fluorescent Adolescent» (9 de juliol del 2007, Domino Records) (#5)
- «Teddy Picker» (3 de desembre del 2007, Domino Records)

## Llista de cançons
Lletres escrites per Alex Turner excepte on s'indiqui; música per Arctic Monkeys.
1. «Brianstorm» – 2:50
2. «Teddy Picker» – 2:43
3. «D Is for Dangerous» – 2:16
4. «Balaclava» – 2:49
5. «Fluorescent Adolescent» (Turner/Bennett) – 2:57
6. «Only Ones Who Know» – 3:02
7. «Do Me a Favour» – 3:27
8. «This House Is a Circus» – 3:09
9. «If You Were There, Beware» – 4:34
10. «The Bad Thing» – 2:23
11. «Old Yellow Bricks» (Turner/McClure)
12. «505» – 4:13

### Temes extres
- «Da Frame 2R» – 2:20 (edició japonesa)
- «Matador» – 4:57 (edició japonesa)
- «Brianstorm» (video) – 2:50 (iTunes pre-order bonus)